# NGC 5985
NGC 5985 (również PGC 55725 lub UGC 9969) – galaktyka spiralna z poprzeczką (SBb), znajdująca się w gwiazdozbiorze Smoka. Odkrył ją William Herschel 25 maja 1788 roku.
Astronomowie odkryli, że galaktyka wykazuje dużą aktywność w niektórych zakresach obserwowanej długości fali. Dzięki tym badaniom sklasyfikowano galaktykę jako aktywną typu Seyferta, w której centrum znajduje się supermasywna czarna dziura.